# Brenthis ino
Nacré de la sanguisorbe
Pour les articles homonymes, voir Ino (homonymie).
Espèce
Brenthis ino, communément appelé le Nacré de la sanguisorbe, est une espèce de lépidoptères (papillons) de la famille des Nymphalidae, de la sous-famille des Heliconiinae et du genre Brenthis.

## Description
C'est un papillon de taille moyenne de couleur orangé, qui possède en bordure des lignes antémarginales et marginales complètes doublées d'une ligne de petits points et d'une ligne de plus gros points, la base peut ou non être suffusée de marron.
Le revers des antérieures est orange ornementé de marron, celui des postérieures jaune très clair, présente une bande plus foncée marquée d'une ligne de points noirs centrés de blanc.

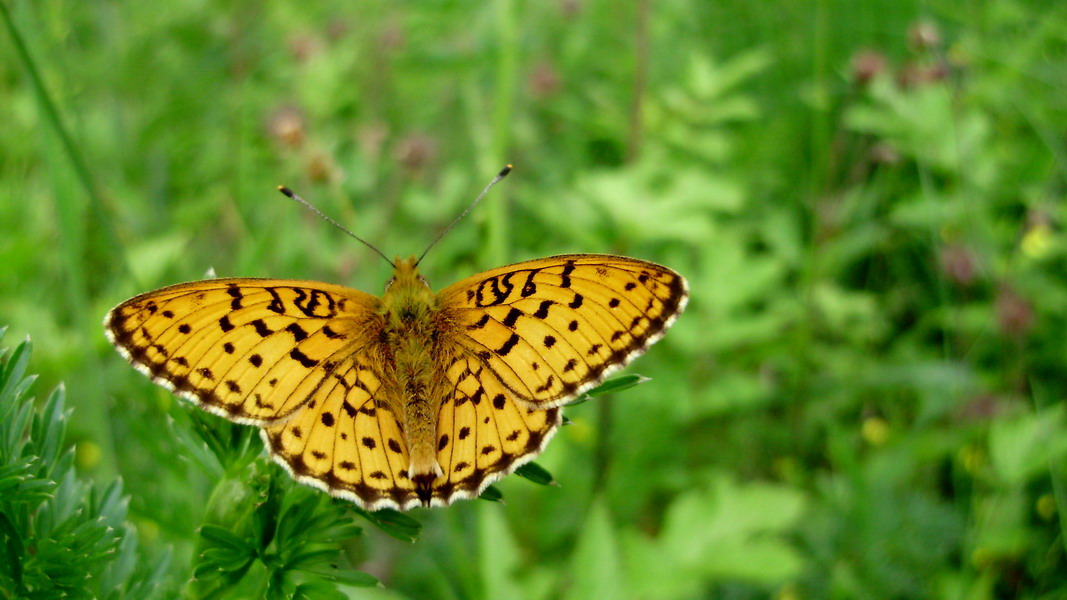
Brenthis ino.
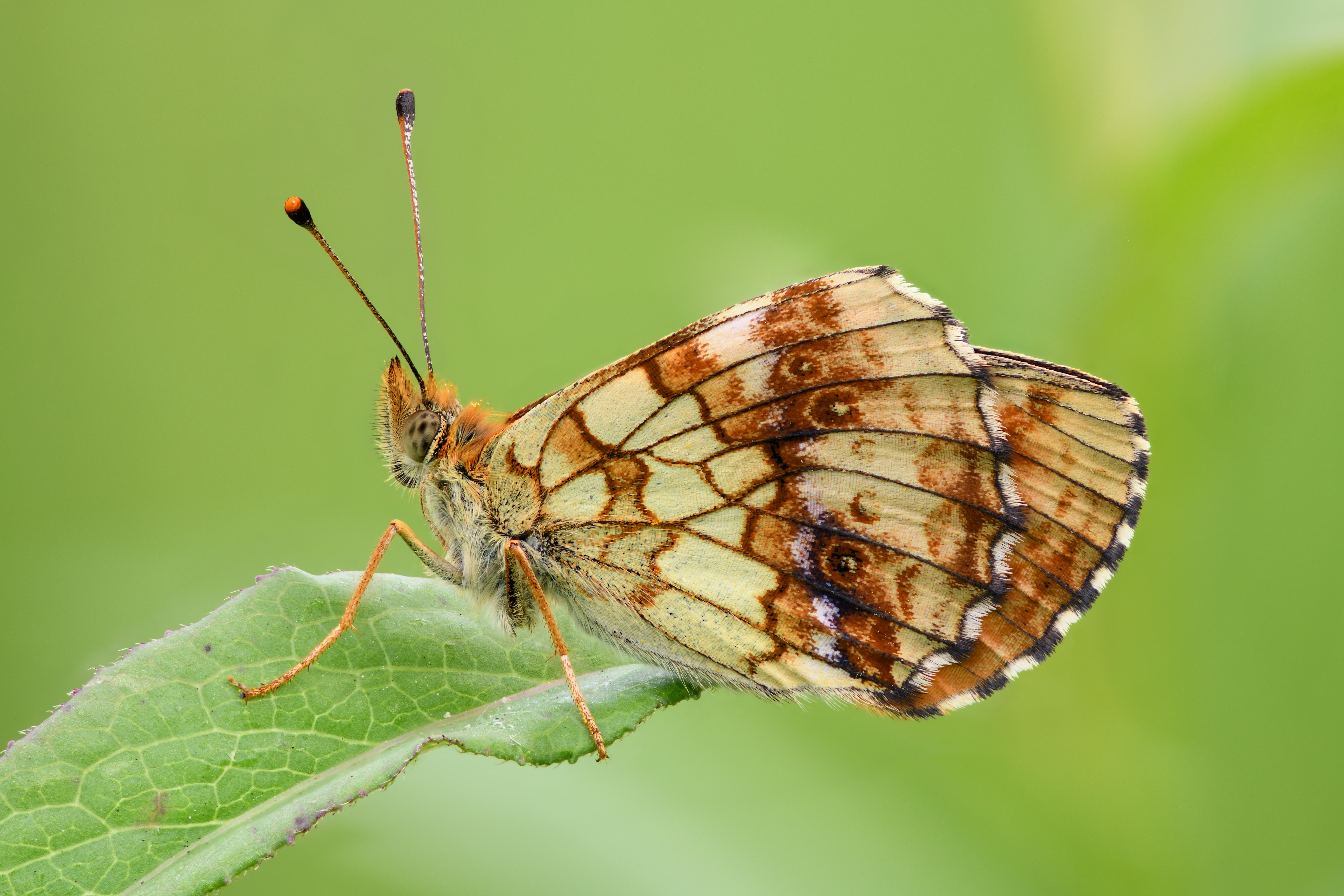
Revers.
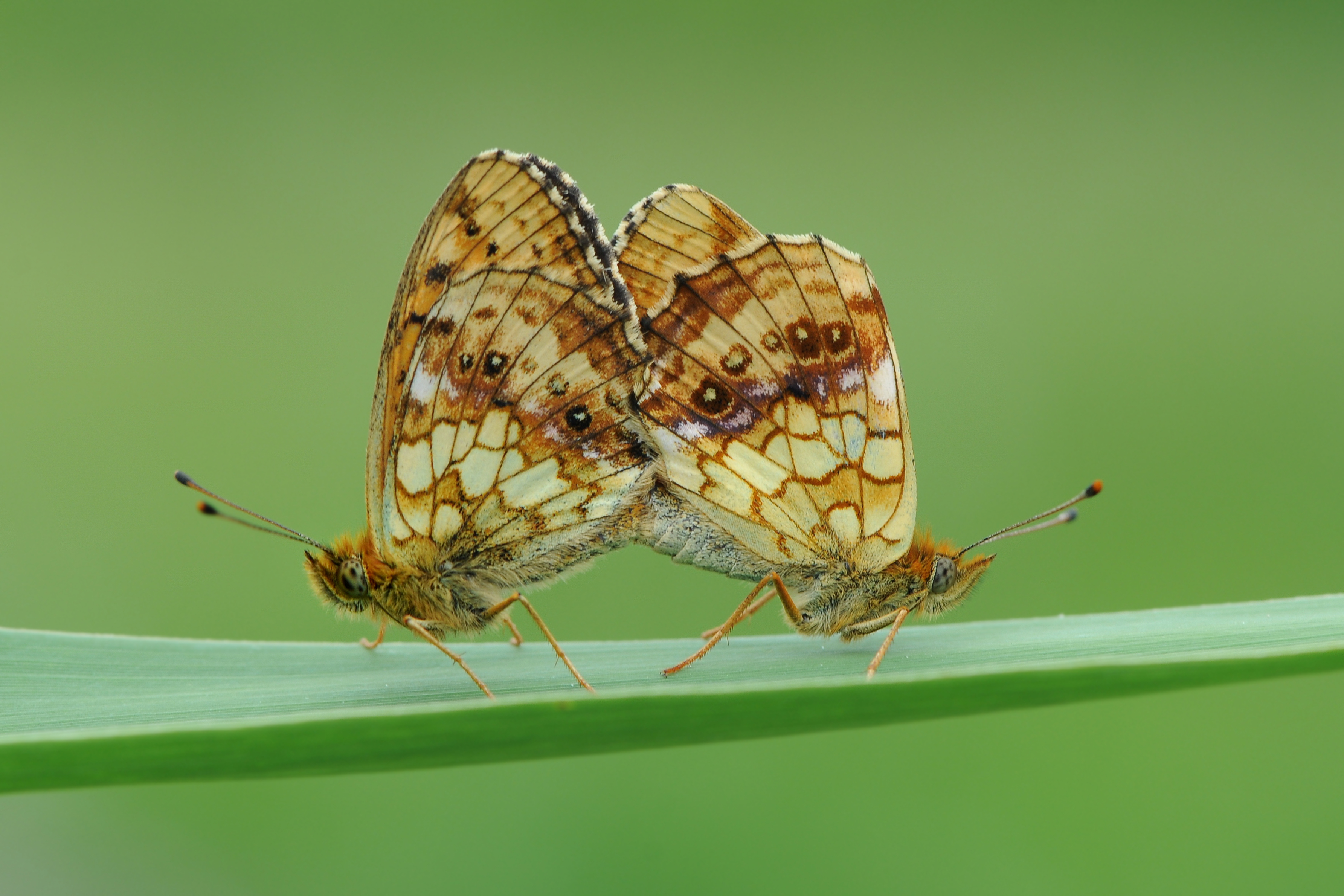
Accouplement.
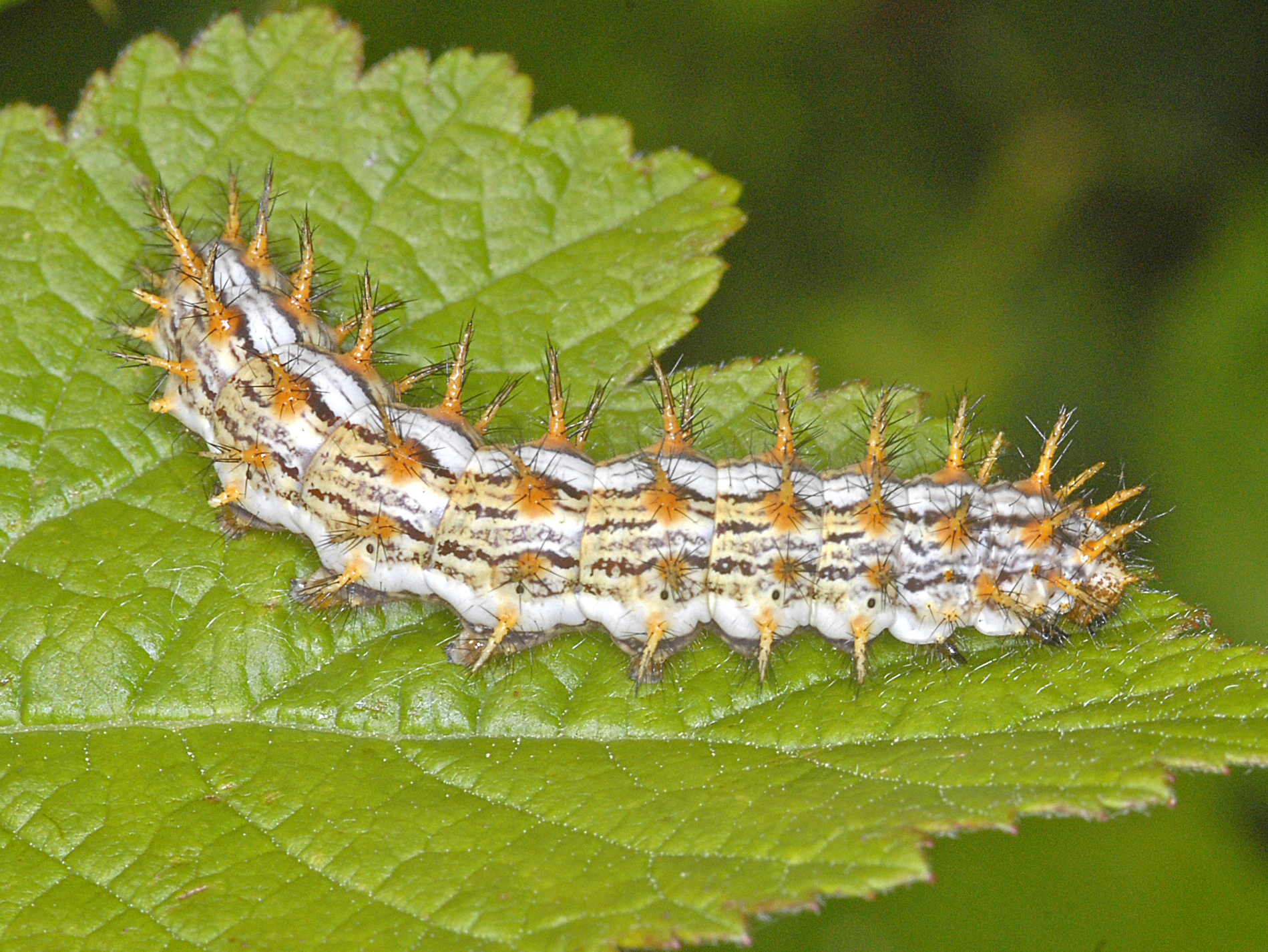
Chenille.

## Biologie

### Période de vol et hivernation
Le Nacré de la sanguisorbe vole en une génération entre juin et mi-août suivant la latitude et l'altitude.

### Plantes hôtes
Ses plantes hôtes sont principalement la reine-des-prés Filipendula ulmaria, ainsi que des Rubus et des Sanguisorba.

## Écologie et distribution
Il est présent dans presque toute l'Europe, du nord de l'Espagne et de l'Italie au 66°N en Scandinavie, Sibérie, Asie tempérée, Chine, Japon,.
En France métropolitaine il n'est pas présent sur les bordures de la Manche et de l'Atlantique et en Corse. Il serait présent dans tous les autres départements,.

### Biotope
Il réside dans les lieux humides, tourbières, marécages, bois clairs proches de rivières.

## Systématique
L'espèce Brenthis ino a été décrite par l'entomologiste allemand Siegmund Adrian von Rothenburg en 1775, sous le nom initial de Papilio ino .

### Synonymes
- Papilio ino Rottemburg, 1775 protonyme
- Papilio dictynna [Schiffermüller, 1775]
- Papilio parthenie Bergsträsser, 1780[2].

### Sous-espèces
- Brenthis ino ino en Europe.
- Brenthis ino achasis (Fruhstorfer, 1907)
- Brenthis ino acrita (Fruhstorfer, 1907) dans le centre de la Sibérie.
- Brenthis ino adalberti (Fruhstorfer, 1916)
- Brenthis ino amurensis (Staudinger, 1887)
- Brenthis ino maxima (Staudinger, 1887)
- Brenthis ino paidicus (Fruhstorfer, 1907) dans l'Altaï.
- Brenthis inoparvimarginalis Nakahara, 1926
- Brenthis ino schmitzi Wagener, 1983 en Arménie.
- Brenthis ino siopelus (Fruhstorfer, 1907)
- Brenthis ino tigroides (Fruhstorfer, 1907)
- Brenthis ino trachalus (Fruhstorfer, 1916)[2].

## Noms vernaculaires
- En français : le Nacré de la sanguisorbe, la Grande violette, le Nacré de la reine-des-prés, l'Ino[5].
- En anglais : Lesser Marbled Fritillary.
- En allemand :Violetter Silberfalter[2].

## Le Nacré de la sanguisorbe et l'Homme

### Protection
Pas de statut de protection particulier
Cette espèce ne dépend pas d'une seule « plante hôte » mais certaines de ces plantes vivent sur des milieux de plus en plus écologiquement fragmentés. Localement au moins, l'espèce peut être vulnérable, là où ces plantes deviennent rares (en raison de changements dans l'usage des sols (mise en culture, drainage...), de changements écologiques ou climatiques, etc.). Brenthis ino fait partie d'un groupe de 35 papillons européens pour lesquels on disposait de données jugées suffisantes pour évaluer les éventuels déplacements de leurs aires de répartition en Europe,  Sur ces 35 papillons, c'est la seule espèce ayant une répartition stable au nord, avec une extension d'aire au sud.
Pour les autres papillons, les aires de répartition remontaient vers le nord par un mouvement de translation pour environ la moitié des espèces environ, ou diminuait (la limite sud remontant, et la limite nord restant à peu près stable). Cette étude invite à penser que les papillons sont un des indicateurs intéressants pour la mesure des premiers impacts écologiques du changement climatique. Il y avait deux autres exceptions, Apatura ilia qui a vu les limites nord de son aire légèrement descendre (alors que sa limite sud restait stable), et Araschnia levana dont l'aire tend à se translater vers le nord, c'est-à-dire que sa limite sud remonte aussi vers le nord) .